# Frans Kloeck
Frans Kloeck was een Belgisch politicus.

## Levensloop
In 1945 werd hij aangesteld als burgemeester van Mortsel. Ten gevolge van het bombardement op Mortsel tijdens de Tweede Wereldoorlog op 5 april 1943 vond onder zijn burgemeesterschap de wederopbouw van de gemeente plaats. Hij werd in 1947 opgevolgd als burgemeester door Arthur Lamens.
In 1958 werd hij opnieuw aangesteld als burgemeester van de gemeente. Hij volgde in deze hoedanigheid Arthur Lamens op na diens dood. Onder zijn tweede ambtsperiode groeide Mortsel uit tot een voorstad van Antwerpen. Na de lokale verkiezingen van 1970 werd hij opgevolgd als burgemeester door Constant Amssoms.